# Pseudo-Aleixo II
Pseudo-Aleixo II foi o mais famoso entre os diversos pretendentes ao trono do Império Bizantino que apareceram no início do reinado de Isaac II Ângelo (r. 1185-1195 e 1203-1204). Ele alegou ser o imperador Aleixo II Comneno, que havia sido assassinado em 1183.

## Carreira do falso Aleixo II Comneno
Pseudo-Aleixo II era um jovem de Constantinopla cuja semelhança com o falecido imperador e com o pai dele, Manuel I Comneno, convenceu muitos sobre a veracidade de suas alegações. Ele visitou Icônio e tentou uma audiência com o sultão Quilije Arslã II. Este, espantado com a semelhança, permitiu-lhe arrolar tropas, mas ele recusou-se a quebrar o tratado de paz firmado com Isaac II, o que o faria perder o tributo que ele vinha recebendo do Império Bizantino.
O falso Aleixo conseguiu reunir um exército de 8 000 homens e saqueou todo o vale do rio Meandro, tomando de assalto diversas cidades, incluindo Conas, com o objetivo de apaziguar suas tropas com os espólios do saque. Isaac enviou seu irmão, Aleixo, para lidar com o usurpador, mas as tropas imperiais não tiveram muito sucesso.
A carreira de Pseudo-Aleixo terminou abruptamente quando ele foi assassinado por um padre que estava furioso com sua aliança com os turcos muçulmanos, principalmente por ele ter permitido que eles saqueassem as ricas cidades da Ásia Menor e ter tolerado a violação das igrejas nessas cidades. O assassino levou a cabeça do pretendente até o sebastocrator Aleixo, que ficou tão impressionado com a semelhança de suas feições com as de Manuel I que teria exclamado: "Os que o seguiram podem ter sido inocentes a final de contas!"

## Outros pretendentes
Após a morte de Pseudo-Aleixo, outras pessoas assumiram a identidade de Aleixo II. Uma delas foi presa na Paflagônia e executada. Outra surgiu na Nicomedia em 1195/1196, mas foi capturada e cegada.